# Герб Аяно-Майского района
Герб Аяно-Майского муниципального района Хабаровского края Российской Федерации — является официальным символом района.
Герб утверждён Решением № 75 Собрания депутатов Аяно-Майского муниципального района 20 апреля 2010 года.
Герб внесён в Государственный геральдический регистр Российской Федерации под номером 6369.

## Описание герба
«В зелёном поле над лазоревой оконечностью, обременённой серебряным крабом и имеющей серебряную кайму, сложенную из малых ромбов — серебряная голова северного оленя настороже и между его рогов — скачущий влево и обернувшийся соболь того же металла».

Герб Аяно-Майского муниципального района может воспроизводиться в двух равно допустимых версиях: без вольной части и с вольной частью — четырёхугольником, примыкающим к верхнему правому углу щита с воспроизведенным в нём гербом Хабаровского края.
Герб Аяно-Майского муниципального района в соответствии с Методическими рекомендациями по разработке и использованию официальных символов муниципальных образований (Раздел 2, Глава VIII, п.п. 45-46), утверждёнными геральдическим Советом при Президенте Российской Федерации 28 июня 2006 года может воспроизводиться со статусной короной установленного образца.

## Описание символики
Герб языком аллегорий и геральдических символов гармонично показывает историю и культуру района, его природно-климатические условия, особенности его фауны и основной профиль занятий местного населения.
Аяно-Майский район — один из самых отдаленных, северных районов Хабаровского края. Земли района с юго-востока омываются водами Охотского моря (в гербе символически отражено лазурью). Среди растительности района выделяются аянская голубая ель, сосна, брайя стручковая (единственное место произрастания в России). Вся флора района отражена на гербе зелёным цветом.
Кайма, составленная из малых ромбов «оленья тропа» — аллегория эвенкийских национальных узоров, символически отражает национальные особенности района.
Голова оленя — символизирует основное занятие местных жителей — оленеводство. Олень для эвенков главный помощник в кочевой жизни, это и мясо, и одежда, и обувь, и лекарство.
Соболь (особая гордость жителей района — местный баргузинский кряж) — представляет богатую фауну Хабаровского края и пушной промысел, издревле ведущийся в необъятных просторах тайги.
Краб — символ морской фауны, успешного рыболовства и добычи морепродуктов.
Зелёный цвет символизирует весну, здоровье, природу, надежду.
Лазурь — символ возвышенных устремлений, мышления, искренности и добродетели.
Серебро в геральдике — символ чистоты, совершенства, божественной мудрости, благородства, мира.

## История герба
Первый вариант герба Аяно-Майского муниципального района был утверждён в 2001 году.
Ныне действующий герб Аяно-Майского муниципального района был разработан на основании рисунка герба района 2001 года при содействии Союза геральдистов России.
Авторы герба: идея герба — Василий Константинов (с. Аян); геральдическая консультация — Константин Мочёнов (Химки); художник и компьютерный дизайн — Ольга Салова (Москва); обоснование символики — Вячеслав Мишин (Химки).